# أوفنهايم
اوفنهايم (بالألمانية: Uffenheim) هي مدينة و بلدة ألمانية تقع في ألمانيا في منطقة نويشتات آن دير آيش-باد فيندسهايم. يقدر عدد سكانها بـ 6,231 نسمة .

## المدن التوأمة
مدن Pratovecchio، Égletons و Gmina Kolbudy هي مدن توأمة لـاوفنهايم.